# 마리아나 힐

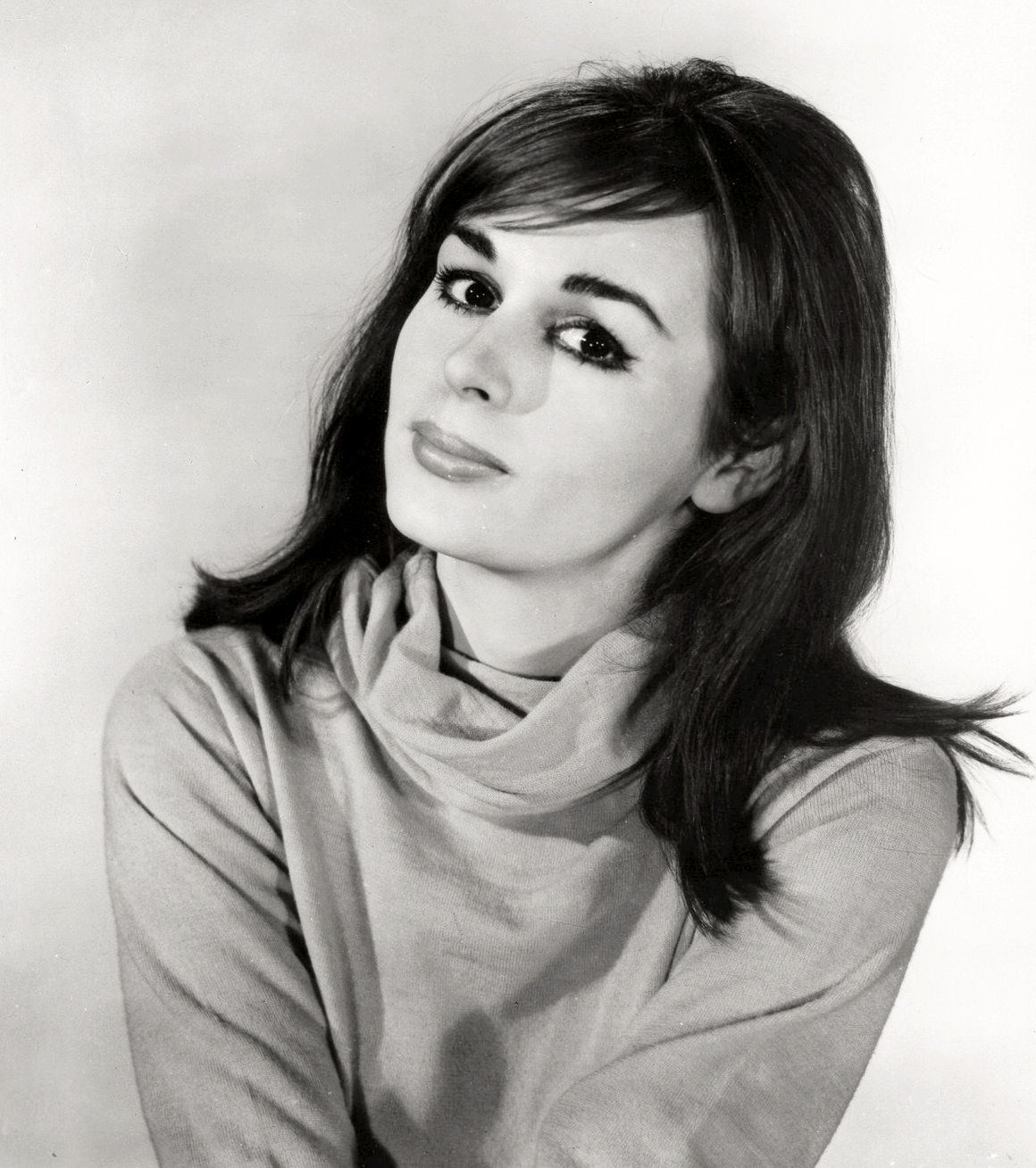

마리아나 힐(Marianna Schwarzkopf, 1941년 2월 9일 ~ )는 미국의 텔레비전 배우, 영화배우이다.
샌타바버라에서 태어났다.

## 영화
- 스키조이드 (1980년)
- 대부 2 (1974년)
- 데드 피플 (1973년) - 아리티 역
- 평원의 무법자 (1973년) - 캘리 트레버스 역
- 트레벌링 엑시큐셔너 (1970년)
- 미디엄 쿨 (1969년)
- 파라다이스 (1966년)
- 배트맨 - 66년 TV 시리즈 (1966년)
- 레드 라인 7000 (1965년)
- 선셋 77번가 (1958년)